# Hamilton Hall (Salem, Massachusetts)
Hamilton Hall es un inmueble ubicado en la 9 de Chestnut Street en Salem, Massachusetts. El edificio fue declarado Monumento Histórico Nacional y figura en el Registro Nacional de Lugares Históricos desde 1970. Es una propiedad que contribuye al distrito de Chestnut Street, y parte del distrito histórico local de McIntire , en el que se encuentra una gran concentración de las obras de Samuel McIntire.

## Historia
Diseñado por el conocido constructor Samuel McIntire y construido en 1805, es un excelente ejemplo de un edificio público de Estilo federal. Fue construido como un espacio social para las principales familias de Salem, y recibió su nombre del padre fundador y líder del Partido Federalista, Alexander Hamilton.
Actualmente sigue funcionando como salón social: se utiliza para eventos, funciones privadas, bodas y también alberga una serie de conferencias que se originó en 1944 por un Comité de Damas.

## Características
Hamilton Hall es una estructura de ladrillos de tres pisos en la esquina de las calles Chestnut y Cambridge, con su frente a dos aguas frente a Cambridge Street. El ladrillo se coloca en un patrón de enlace flamenco. La fachada de entrada tiene cinco tramos de ancho, con una entrada central que consta de puertas dobles protegidas por un pórtico del Renacimiento griego agregado en 1845. Este pórtico rectangular tiene un techo plano, sostenido en cada esquina por dos columnas dóricas . El primer piso del lado largo (que da a Chestnut Street) consta de seis bahías, de las cuales cinco son ventanas y una es una puerta. El nivel superior (igual en altura a los dos niveles superiores de la fachada frontal) consta de cinco grandes ventanas palladianas dispuestas en un arco ligeramente empotrado. Sobre cada uno de estos hay un panel con decoraciones talladas por McIntire. Los cuatro exteriores tienen diseño de Festón, mientras que el central presenta un águila y un escudo.
La construcción de la sala fue financiada por un grupo de familias de comerciantes federalistas de Salem y costó $ 22,000. Originalmente, los espacios comerciales en la entrada en la planta baja albergaban vendedores que vendían productos para usar en los eventos que se llevaban a cabo en el espacio para eventos de la planta superior. El salón de baile del segundo nivel cuenta con un inusual balcón curvo y un piso suspendido adecuado para bailar. 